# Кубок Імператора Японії з футболу 2018
Кубок Імператора Японії з футболу 2018 — 98-й розіграш кубкового футбольного турніру в Японії. Титул володаря кубка всьоме здобув Урава Ред Даймондс.

## Календар
| Раунд        | Дата                          | Матчі | Клуби   |
| ------------ | ----------------------------- | ----- | ------- |
| Перший раунд | 26-27 квітня 2018             | 24    | 88 → 64 |
| 1/32 фіналу  | 6 червня 2018                 | 32    | 64 → 32 |
| 1/16 фіналу  | 11 липня 2018                 | 16    | 32 → 16 |
| 1/8 фіналу   | 22 серпня - 26 вересня 2018   | 8     | 16 → 8  |
| 1/4 фіналу   | 24 жовтня - 21 листопада 2018 | 4     | 8 → 4   |
| 1/2 фіналу   | 5 грудня 2018                 | 2     | 4 → 2   |
| Фінал        | 9 грудня 2018                 | 1     | 2 → 1   |

## 1/8 фіналу
| Команда 1            | Рахунок      | Команда 2                  |
| -------------------- | ------------ | -------------------------- |
| 22 серпня 2018       |              |                            |
| Сересо Осака         | 0:1 дч       | Ванфоре Кофу (2)           |
| Йокогама Ф. Марінос  | 2:3          | Вегалта Сендай             |
| Монтедіо Ямагата (2) | 1:1 пен. 7:6 | Токіо                      |
| Кавасакі Фронтале    | 3:1          | Сьонан Бельмаре            |
| Саган Тосу           | 3:0          | Віссел Кобе                |
| Урава Ред Даймондс   | 1:0          | Токіо Верді (2)            |
| 26 вересня 2018      |              |                            |
| Касіма Антлерс       | 2:0 дч       | Санфрече Хіросіма          |
| Джубіло Івата        | 4:2          | Хоккайдо Консадолє Саппоро |

## 1/4 фіналу
| Команда 1          | Рахунок      | Команда 2            |
| ------------------ | ------------ | -------------------- |
| 24 жовтня 2018     |              |                      |
| Джубіло Івата      | 1:1 пен. 3:4 | Вегалта Сендай       |
| Кавасакі Фронтале  | 2:3          | Монтедіо Ямагата (2) |
| Урава Ред Даймондс | 2:0          | Саган Тосу           |
| 21 листопада 2018  |              |                      |
| Касіма Антлерс     | 1:0          | Ванфоре Кофу (2)     |

## 1/2 фіналу
| Команда 1          | Рахунок | Команда 2            |
| ------------------ | ------- | -------------------- |
| 5 грудня 2018      |         |                      |
| Вегалта Сендай     | 3:2     | Монтедіо Ямагата (2) |
| Урава Ред Даймондс | 1:0     | Касіма Антлерс       |

## Фінал
| 9 грудня 2018 11:00 (EEST) |

| Урава Ред Даймондс | 1:0      | Вегалта Сендай |
| ------------------ | -------- | -------------- |
| Угадзін 13'        | Протокол |                |

| Сайтама 2002, Сайтама Глядачів: 50 978 Арбітр: Юдай Ямамото |